# I Do... Until I Don't
I Do... Until I Don't é um filme estadunidense de comédia romântica de 2017 escrito e dirigido por Lake Bell. O filme é estrelado por Lake Bell, Ed Helms, Mary Steenburgen, Paul Reiser, Amber Heard, Dolly Wells, e Wyatt Cenac. O filme foi lançado em 1 de setembro de 2017 pela The Film Arcade.

## Sinopse
I Do... Until I Don't é uma comédia que investiga o conceito de que o casamento deve ser um contrato de sete anos com opção de renovação. A história é contada pelas lentes de uma documentarista pretensiosa e acompanha três casais em vários estágios de seu relacionamento.

## Elenco
- Lake Bell como Alice Brewing[2]
- Ed Helms como Noah Brewing[2]
- Mary Steenburgen como Cybil Burger[3]
- Paul Reiser como Harvey Burger[3]
- Amber Heard como Fanny[3]
- Wyatt Cenac como Zander
- Dolly Wells como Vivian Prudeck[3]
- Chace Crawford como Egon[3]
- Connie Shin como Mel
- Chauntae Pink como Bonnie
- Rae Gray como Lyn

## Produção
O título de trabalho What's the Point foi usado antes do lançamento do filme. Em 23 de março de 2016, foi anunciado que Lake Bell e Ed Helms estrelariam o filme. Em 7 de abril de 2016, foi anunciado que Mary Steenburgen, Paul Reiser, Amber Heard, Dolly Wells e Chace Crawford haviam se juntado ao elenco do filme. A fotografia principal começou em 3 de abril de 2016, e terminou em 29 de abril de 2016.

## Lançamento
O filme foi lançado em 1º de setembro de 2017, pela The Film Arcade.

### Resposta crítica
No Rotten Tomatoes, o filme tem uma taxa de aprovação de 27% com base em 62 avaliações, com uma classificação média de 4.2/10. O consenso crítico do site diz:"I Do... Until I Don't perde oportunidades de novas observações, optando por uma comédia romântica no meio da estrada sem personagens memoráveis ou riscos emocionais reais"  No Metacritic, o filme tem uma pontuação média ponderada de 43 de 100, com base em 18 críticos, indicando "críticas mistas ou médias".